# Museo Geominero (Madrid)
El Museo Geominero, en Madrid, España, alberga colecciones de minerales, rocas y fósiles de España y sus antiguos territorios de ultramar, así como ejemplares de yacimientos significativos de otros lugares del mundo. Entre sus objetivos están el estudio y difusión del patrimonio geológico, mineralógico y paleontológico español. Hasta 1989, fecha en la que recibe su denominación actual, fue referido en numerosas ocasiones como Museo Geológico Nacional. Se ubica en el edificio del Instituto Geológico y Minero de España, institución de la que depende administrativamente.
El Museo Geominero es una unidad del Instituto Geológico y Minero de España (centro nacional del Consejo Superior de Investigaciones Científicas, CSIC), en cuya sede principal se encuentra ubicado. Por su dependencia funcional, es un museo de titularidad estatal.

## Historia
Las colecciones tienen su origen en el material recogido durante los trabajos de elaboración del mapa geológico de España. Estos trabajos se iniciaron en 1849, tras la creación de la Comisión para formar la Carta geológica de Madrid y la general del Reino, germen del actual Instituto Geológico y Minero de España. Las colecciones fueron siguiendo a la institución en sus diferentes cambios de ubicación. Inicialmente, 1849, estuvieron alojadas en el palacio del Duque de San Pedro, sede entonces de la Dirección General de Minas, con un par de traslados posteriores.
El museo se integra actualmente como elemento principal en el edificio que el arquitecto Francisco Javier de Luque realizó para la sede definitiva del Instituto Geológico y Minero, cuyas obras comenzaron en 1921. El diseño del museo y la distribución de las colecciones surgió de la colaboración entre de Luque y el ingeniero de minas Primitivo Hernández Sampelayo, primer director del museo.
La gran sala del museo se inauguró por el rey Alfonso XIII el 24 de mayo de 1926, con motivo de la celebración del XIV Congreso Geológico Internacional, aún desprovista de las colecciones, pues sirvió de salón de actos para este evento. Se completó y abrió al público en 1927.
A partir de 1980 se realizaron obras de acondicionamiento y restauración, y se hizo el inventario y actualización de los fondos.
El Museo fue reinaugurado el 2 de marzo de 1989 por el rey Juan Carlos I y recibió oficialmente el actual nombre de Museo Geominero.

## Objetivos
Los objetivos del Museo Geominero son conservar, investigar y difundir la riqueza y diversidad del patrimonio geológico, paleontológico y mineralógico a través de las importantes colecciones de minerales, rocas y fósiles procedentes de todas las regiones españolas y de antiguos territorios coloniales, así como de yacimientos significados del registro mundial.

## Arquitectura y distribución

### Escalinata y pasillos de acceso

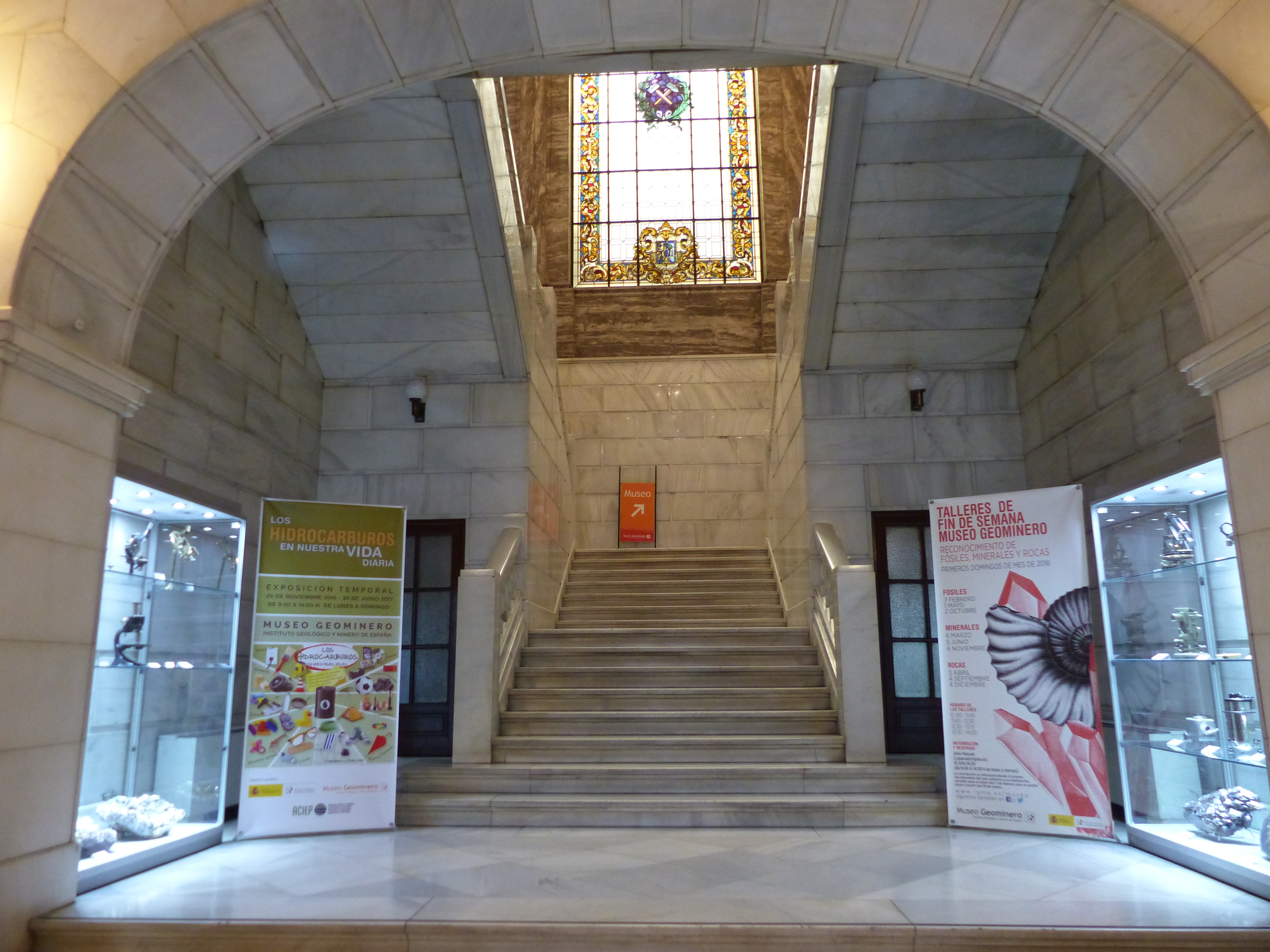
Primer tramo de la escalera de mármol

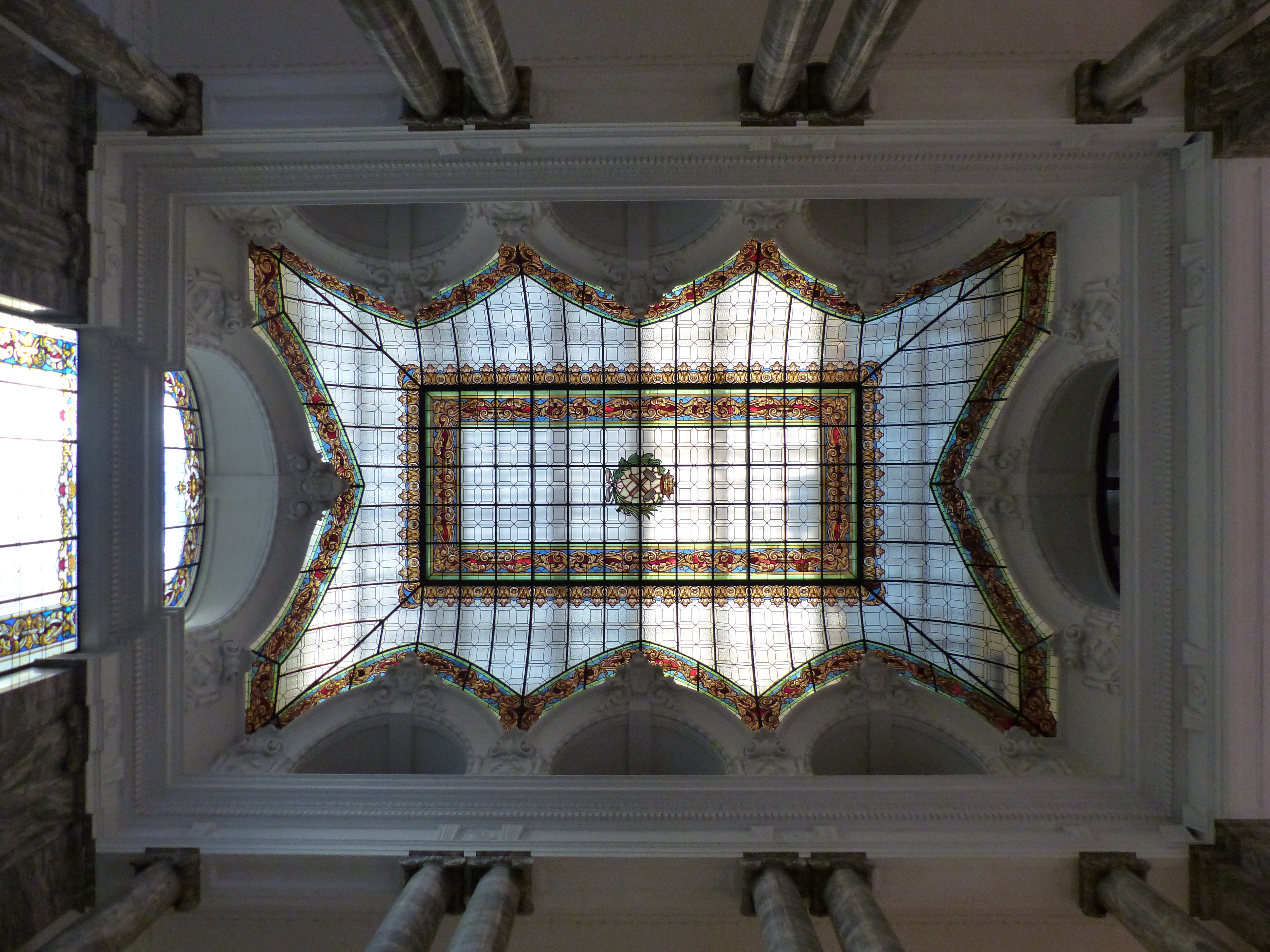
Vidriera de la cubierta de la escalinata de acceso

Se accede a la sala principal del Museo a través de una escalera monumental de mármol de Macael (Almería), cubierta por una gran vidriera, la más grande del edificio tras la de la sala central. En ésta se puede observar el escudo de la II República española, que no fue alterado durante el franquismo, y uno de los antiguos escudos usados para Madrid. En esta sala están los retratos de personajes vinculados a la Geología.
Los pasillos de acceso están flanqueados por vitrinas de la exposición permanente, principalmente fósiles, y vidrieras con motivos estratigráficos basados en sondeos geológicos.

### Sala central
La sala principal, que alberga la mayor parte de las colecciones, es una nave diáfana rectangular con esquinas redondeadas de 712 m² de superficie y 19 m de altura. Posee tres balconadas perimetrales que sirven de área de exposición y almacenaje, a las que puede accederse desde la propia sala general a través de varias escaleras de caracol. Este espacio fue inaugurado por Alfonso XIII en 1925, contando con numerosas personalidades extranjeras.
El falso techo está formado por una gran vidriera polícroma horizontal plana, que se alza sobre una franja vertical, también con vidrieras, y flanqueada por otras en semibóveda, todas elaboradas por la Casa Maumejean Hermanos, de Madrid. En el centro de la vidriera se encuentra el escudo real de España, rodeándolo, los escudos de las provinciales correspondientes a las Jefaturas de Minas existentes en la época de conclusión del edificio: Guadalajara, Córdoba, Ciudad Real, Jaén, Bilbao, Barcelona, San Sebastián, Oviedo, Badajoz, León, Sevilla, Murcia, Almería y Madrid.
Las vitrinas expositoras, de madera tallada, son las originales, respetadas y restauradas durante los trabajos de conservación de 1980. 
Unos originales sofás, distribuidos por la sala, camuflan los radiadores del sistema de calefacción.

## Colecciones

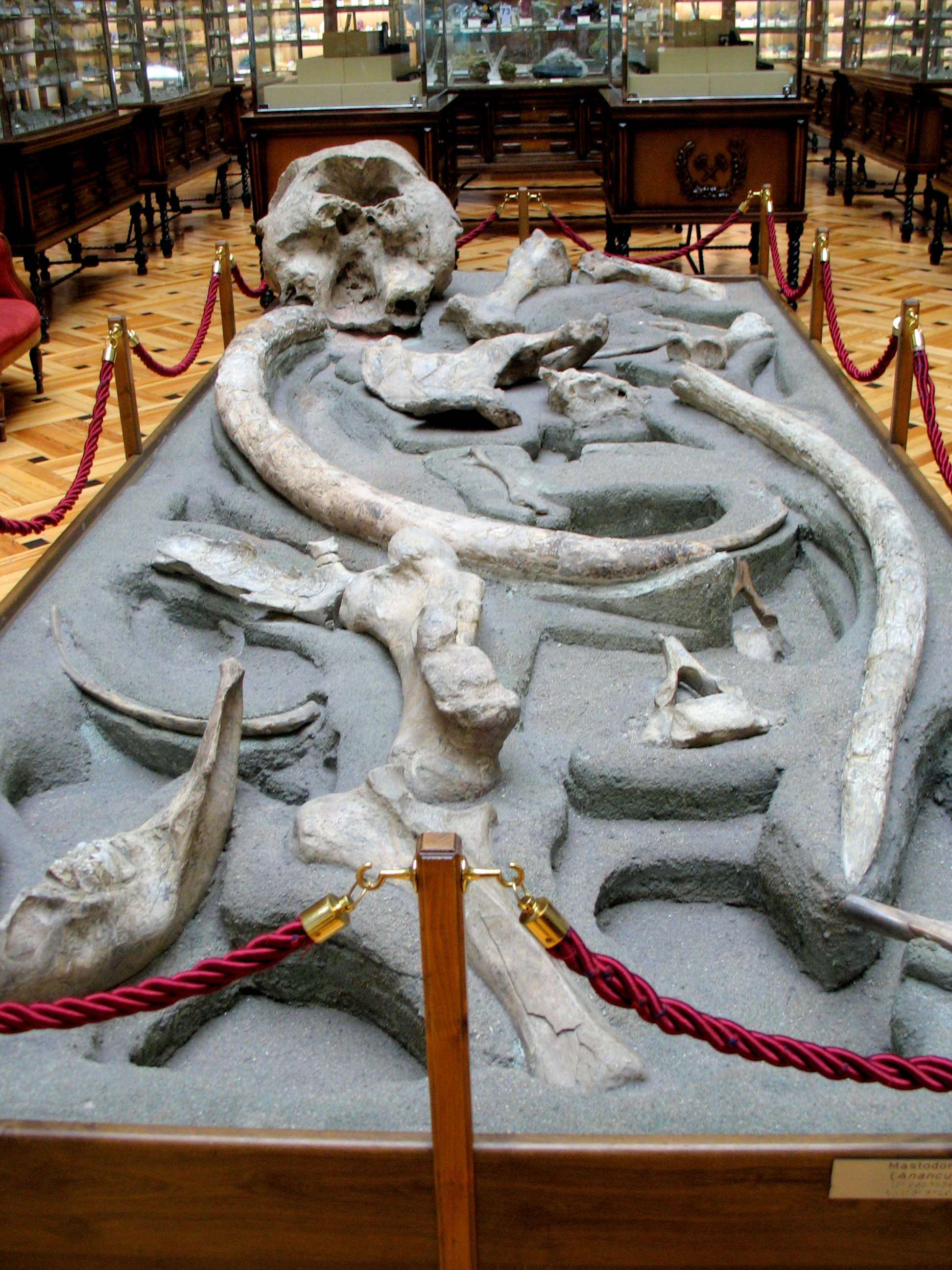
Fósiles de Anancus arvernensis de Las Higueruelas (Ciudad Real).

El Museo dispone sus colecciones ordenadas temáticamente:
- Sistemática mineral
- Recursos minerales
- Minerales de las comunidades autónomas
- Rocas (incluye meteoritos)
- Fósiles de flora e invertebrados españoles
- Fósiles de vertebrados
- Fósiles extranjeros
- Paleontología sistemática de invertebrados

En la sala central se exponen, además, una reproducción de parte del yacimiento plioceno de Las Higueruelas (Ciudad Real), con restos originales del mastodonte Anancus arvernensis, y varias vitrinas con fósiles y minerales especiales por su espectacularidad o estado de conservación. En el acceso al Museo pueden verse asimismo diversas vitrinas con instrumentos antiguos.